# Martin Keyser
Martin Keyser (* 5. Januar 1663; † 27. Oktober 1727 in Königsbrück) war ein deutscher Jäger und Fischereimeister.

## Leben

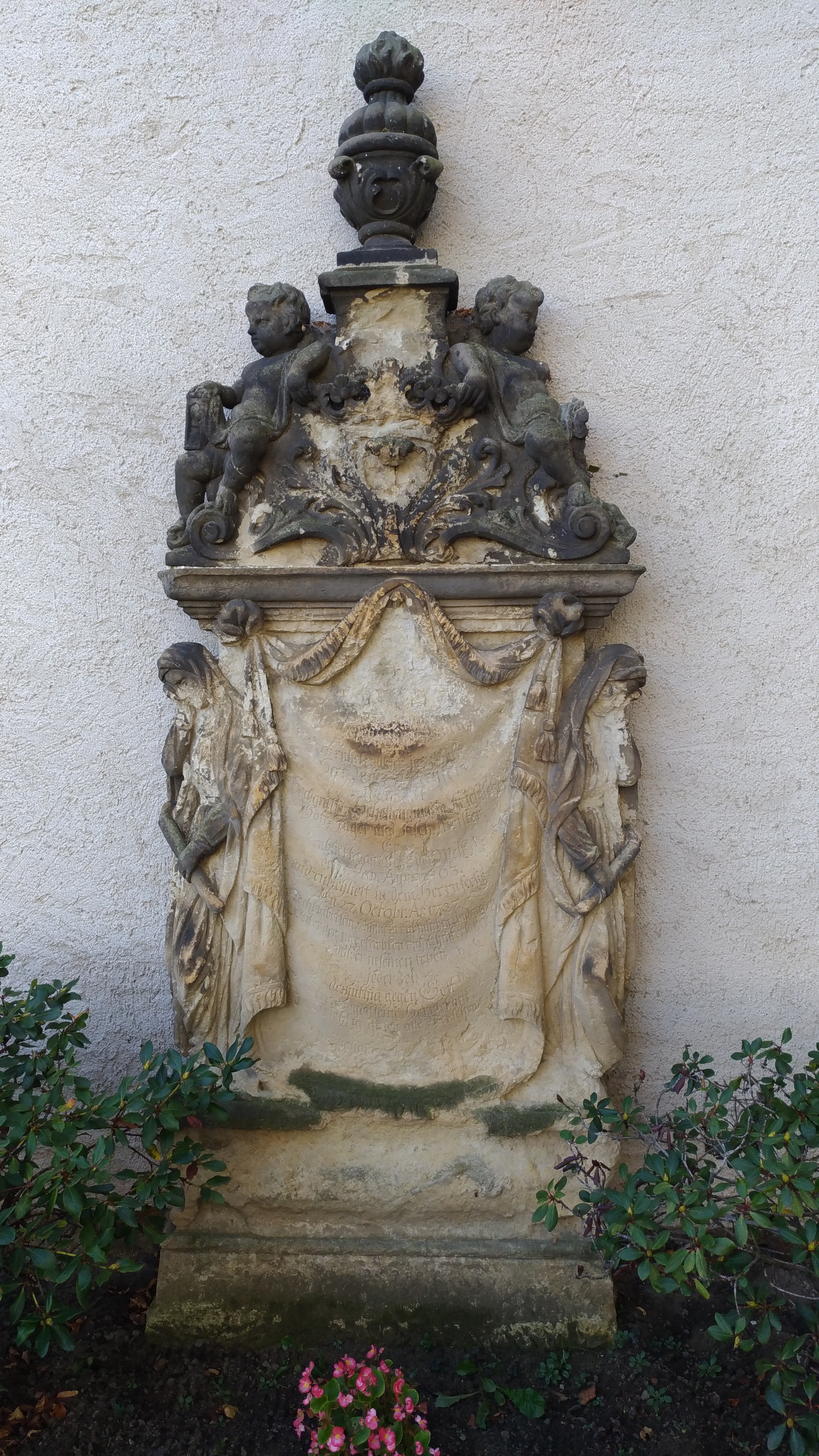
Grabmal des Jägers und Fischereimeisters Martin Keyser in Königsbrück

Martin Keyser war Hofjäger und Fischereimeister der Standesherrschaft Königsbrück. Zu seinen Dienstherren zählten Maximilian von Schellendorf, danach dessen Witwe Johanna Margaretha von Schellendorf und schließlich Heinrich Friedrich von Friesen. Über die Verdienste Martin Kaysers gibt heute nur noch das ihm gewidmete Grabmal auf dem Friedhof Königsbrück Auskunft, das als Detail zu Hospitalkirche und Kirchhof Königsbrück in der Liste der Kulturdenkmale in Königsbrück zählt.

## Grabmal
Das Grabmal Martin Keysers befindet sich an der Friedhofsseite der Hospitalkirche in Königsbrück. Es ist aus Sandstein und etwa einen Meter breit und zwei Meter hoch.
Inschrift:
Stehet stille ihr Sterblichen und erweget bey diesem Grabe
die Vergänglichkeit des Menschlichen Lebens
denn
es ruhet alhier in Gott
Herr Martin Keyser
weylandt Hochgräffl. Schellendorff u. Frießischer
Hoff- Jäger und Fisch - Meister.
Er
erblickte das Licht der Welt
den 5. Jan. Anno 1663
und entschlieft in dem Herrn seelig
den 27. Octobr. Ao. 1727.
Doch bleibet sein Nähme in rühmlichen Andencken
weil er den ungefärbten ruhm hinterlaßen,
daß er in seinem Leben
jeder Zei(t)
demüthig gegen Gott
treu gegen
seine Herrschafft aufrichtig gegen alle Menschen
und vor die hinterlassenen Seinigen ein sorgfältiger Vater gewesen.